# Mordellochroidea
Mordellochroidea is een geslacht van kevers uit de familie spartelkevers (Mordellidae).
Het geslacht is voor het eerst wetenschappelijk beschreven in 1969 door Ermisch.

## Soorten
Het geslacht omvat de volgende soorten:
- Mordellochroidea castanea Ermisch, 1969
- Mordellochroidea lutea Ermisch, 1969